# Bainouk-Gunyuño jezik
Bainouk-gunyuño jezik (banyum, banyun, bagnoun, banhum, bainuk, banyuk, banyung, elomay, elunay; ISO 639-3: bab), sjevernoatlantski jezik uže podskupine Banyun kojim govori preko 8 000 ljudi iz plemena Bainouk (Banyum) južno od rijeke Casamance u Gvineji Bisau. 
Različit je od jezika bainouk-gunyamoolo iz Senegala i Gambije.

## Vanjske poveznice
- Ethnologue (14th)
- Ethnologue (15th)